# Höhbergsmühle
Höhbergsmühle ist ein Gemeindeteil der Gemeinde Burglauer im Landkreis Rhön-Grabfeld (Unterfranken, Bayern). Die Einöde liegt direkt am Fluss Lauer. Die Nutzung in der Gegenwart ist Landwirtschaft zuzüglich einem Vertrieb.